# 社子 (桃園市新屋區)
社子，原寫為社仔，是臺灣桃園市新屋區的一個傳統地域名稱，位於該區南部。相較於今日行政區，其範圍大致為社子東北半部。

## 歷史
台灣清治末期至日治初期，社子地區為一街庄，稱為「社仔庄」，隸屬於竹北二堡。該庄東北及東隔社子溪與東勢庄、埔頂庄為鄰，東南與員笨庄為鄰，西南邊為番婆坟庄，西北邊為槺榔庄。
1901年（日治明治三十四年）11月，全台廢縣廳改設二十廳，該庄隸屬於桃仔園廳。1903年（明治三十六年），改名桃園廳。1909年（明治四十二年）10月，合併二十廳為十二廳，該庄隸屬不變。1920年（大正九年），廢十二廳改設五州二廳，該庄改制並雅化為「社子」大字，隸屬於新竹州中壢郡新屋庄。
戰後新屋庄改制為新屋鄉，隸屬於新竹縣，大字亦改制為村。1950年桃、竹、苗分治，新屋鄉改隸屬於桃園縣。2014年12月，桃園縣升格為直轄桃園市，新屋鄉改制為新屋區，村亦改制為里。

## 聚落
本地區發展較早的聚落為社仔，在日治期初期的官方地圖上已有記載。此外，本地區尚有下呂厝聚落。

## 交通
區道桃104線是蚵間海邊至甲頭屋的道路，大致以西南西—東北東走向轉西南—東北走向經過社子地區西北部。由該道路向西南西可前往大坡、後庄、蚵間、羊寮並止於桃園市、新竹縣交界處的洋寮港橋，向東北可前往東勢的甲頭屋並止於市道114號路口。
區道桃100線是上槺榔至九斗的道路，大致以西北—東南走向轉西南—東北走向經過本地區西南部邊界地帶及東南部。由該道路向西北可前往上槺榔並止於區道桃104線路口，向東北可前往銀店，後轉南南東再轉東南可前往紅崁頭並止於市道115號。